# Institute for Ethics and Emerging Technologies
Institute for Ethics and Emerging Technologies (IEET) är en "teknoprogressiv tankesmedja" som syftar till att bidra till förståelsen av de troliga konsekvenserna av nya teknologier på individer och samhällen samt "promotande och spridandet av arbete med tänkare som granskar de sociala konsekvenserna av vetenskapliga och teknologiska framsteg". Tankesmedjan grundades av filosofen Nick Bostrom och bioetikern James Hughes.
IEET arbetar med Humanity Plus (även grundat och leds av Bostrom och Hughes, och tidigare känt som World Transhumanist Association), en internationell icke-statlig organisation med ett liknande uppdrag, men med aktivism snarare än akademiskt förhållningssätt.